# Dominique Boschero
Dominique Boschero est une actrice franco-italienne née le 27 avril 1937 à Paris 17e.

## Biographie
Née en France, elle passe son enfance en Italie, à Frassino (Valle Varaita), chez ses grands-parents jusqu'à l'âge de 15 ans, date à laquelle elle retourne à Paris,. En France, elle travaille d'abord comme femme de chambre dans une clinique, puis comme couturière, enfin comme mannequin.
À l'âge de 18 ans, elle fait ses débuts sur la scène du music-hall parisien La Nouvelle Eve et commence sa carrière d'actrice en faisant de petites apparitions.
À la suite d'une interview pour le journal italien Epoca, des producteurs la remarquent : elle commence sa carrière d'actrice en Italie où elle tourne de nombreux films,.
Elle entame une relation sentimentale avec l'acteur italien Claudio Volonté (frère de Gian Maria Volonté), touché par un scandale d'une prétendue bombe au Vatican. Cette affaire et la relation avec l'acteur maudit, qui se suicidera en prison, nuisent à la carrière de Dominique.
Elle aura aussi une relation amoureuse avec le chansonnier italien Franco Califano.
Depuis 1974, elle a quitté le cinéma. Cependant, en 1989, elle réapparaît dans la telenovela italienne Passioni (it) sur la Rai Uno, la première chaîne de télévision publique italienne.
Active surtout en Italie, Dominique Boschero (parfois sous le nom de Dominique Bosquero) a traversé tous les genres cinématographiques : comédie à l'italienne, western spaghetti, giallo, film d'horreur, péplum, fantasy. 
À la fin des années 1960, Dominique Bosquier, à Frassino, dans la Val Varaita (Pays d’Oc), rencontre François Fontan, fondateur du Parti nationaliste occitan, et le poète Antonio Bodrero (Barba Toni Baudrier). Depuis, elle s'intéresse à la question de l'identité ethnique et linguistique occitane.
Son frère est l'acteur et producteur de cinéma Martial Boschero.

## Filmographie

### Actrice de cinéma
- 1956 : Mitsou de Jacqueline Audry

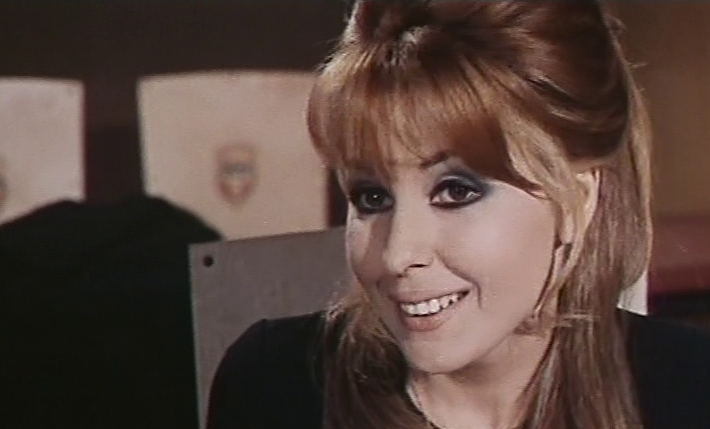
Dominique Boschero dans Franco, Ciccio et les Veuves joyeuses (1967).

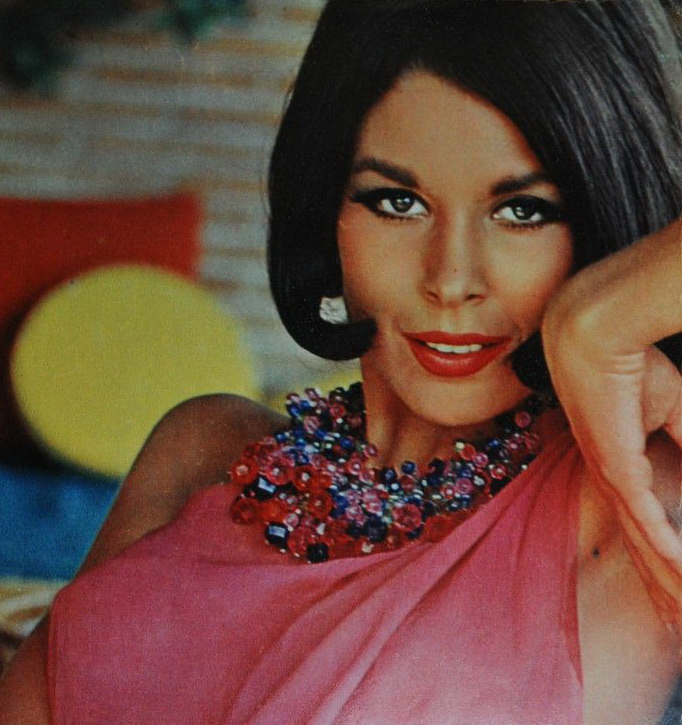
Dominique Boschero prenant la pose en 1965.

- 1956 : La mariée est trop belle de Pierre Gaspard-Huit
- 1956 : Club de femmes de Ralph Habib
- 1957 : L'amour est en jeu de Marc Allégret
- 1957 : Le rouge est mis de Gilles Grangier
- 1957 : Printemps à Paris de Jean-Claude Roy
- 1957 : Sénéchal le magnifique de Jean Boyer
- 1958 : Sous la terreur (A Tale of Two Cities) de Ralph Thomas
- 1959 : Des femmes disparaissent d'Édouard Molinaro
- 1960 : Le Cercle vicieux de Max Pécas
- 1960 : Le Baron de l'écluse de Jean Delannoy
- 1960 : Pantalaskas de Paul Paviot
- 1960 : Les Starlettes (Le ambiziose) d'Antonio Amendola
- 1960 : Un dollaro di fifa de Giorgio Simonelli
- 1961 : Les Trois Magnifiques (I magnifici tre) de Giorgio Simonelli
- 1961 : I soliti rapinatori a Milano de Giulio Petroni
- 1961 : Ulysse contre Hercule (Ulisse contro Ercole) de Mario Caiano
- 1962 : La Flèche d'or (La freccia d'oro) d'Antonio Margheriti
- 1962 : Espionnage à Hong Kong (Heißer Hafen Hongkong) de Jürgen Roland
- 1962 : Canzoni a tempo di twist (it) de Stefano Canzio (it)
- 1962 : Un dimanche d'été (Una domenica d'estate) de Giulio Petroni
- 1963 : Les filous font la loi (Gli imbroglioni) de Lucio Fulci
- 1963 : Les Femmes des autres (La rimpatriata) de Damiano Damiani
- 1963 : La Mer à boire (Mare matto) de Renato Castellani
- 1964 : Cherchez l'idole de Michel Boisrond
- 1964 : F.B.I. contre l'œillet chinois (Das Geheimnis der chinesischen Nelke) de Rudolf Zehetgruber
- 1964 : Deux têtes folles (Paris, When It Sizzles) de Richard Quine
- 1964 : Petit Déjeuner avec la mort (Frühstück mit dem Tod) de Franz Antel
- 1964 : Les Martiens ont douze mains (I marziani hanno dodici mani) de Franco Castellano et Giuseppe Moccia
- 1964 : Les Maniaques (I maniaci) de Lucio Fulci
- 1964 : Un cœur plein et les poches vides (...e la donna creò l'uomo) de Camillo Mastrocinque
- 1965 : L'Allumeuse (La donnaccia) de Silvio Siano
- 1965 : Tonnerre sur Pékin (OSS 77 - Operazione fior di loto) de Bruno Paolinelli
- 1965 : Le Lit à deux places (Racconti a due piazze) de Jean Delannoy, François Dupont-Midy, Gianni Puccini et Alvaro Mancori
- 1965 : Les espions meurent à Beyrouth (Le spie uccidono a Beirut) de Luciano Martino et Mino Loy
- 1965 : Con rispetto parlando de Marcello Ciorciolini
- 1965 : Meurtre à l'italienne (Io uccido, tu uccidi) de Gianni Puccini
- 1965 : Libido d'Ernesto Gastaldi et Vittorio Salerno
- 1965 : Vivir al sol de Germán Lorente
- 1965 : Spiaggia libera (it) de Marino Girolami
- 1966 : Duel dans le monde (Duello nel mondo) de Georges Combret et Luigi Scattini
- 1966 : Le Retour des loups (Borman) de Bruno Paolinelli
- 1966 : La mort paye en dollars (Furia a Marrakech) de Mino Loy et Luciano Martino
- 1966 : Delitto d'amore (Abajo espera la muerte) de Juan de Orduña
- 1966 : Mano di velluto d'Ettore Fecchi (it)
- 1967 : La Malédiction de Belphégor (La Mortale trappola di Belfagor) de Georges Combret et Jean Maley
- 1967 : Le Feu de Dieu de Georges Combret
- 1967 : Superman le Diabolique (Come rubare la corona d'Inghilterra) de Sergio Grieco
- 1967 : Franco, Ciccio et les Veuves joyeuses (Franco, Ciccio e le vedove allegre) de Marino Girolami
- 1968 : Un colt et le diable (Anche nel West c'era una volta Dio) de Marino Girolami
- 1968 : Un train pour Durango (Un treno per Durango) de Mario Caiano
- 1969 : Contronatura d'Antonio Margheriti
- 1971 : L'Iguane à la langue de feu (L'iguana dalla lingua di fuoco) de Riccardo Freda
- 1971 : Comment épouser une Suédoise (Il vichingo venuto dal sud) de Steno
- 1972 : Gringo, les aigles creusent ta tombe (Los buitres cavarán tu fosa) de Juan Bosch Palau
- 1972 : Il sindacalista de Luciano Salce
- 1972 : Qui l'a vue mourir ? (Chi l'ha vista morire?) d'Aldo Lado
- 1972 : Toutes les couleurs du vice (Tutti i colori del buio) de Sergio Martino
- 1973 : Il prato macchiato di rosso de Riccardo Ghione
- 1973 : Je suis une call-girl ou Tous les chemins mènent à l'homme (Amanda - Le avventure erotiche di una ragazza squillo) d'Yves Coste / Guy Gibert[6]
- 1973 : La signora è stata violentata (it) de Vittorio Sindoni
- 1974 : Péché véniel (Peccato veniale) de Salvatore Samperi
- 1975 : Face d'espion CIA (Faccia di spia) de Giuseppe Ferrara

### Actrice de télévision
- 1989 : Passioni (it)

## Théâtre
- 1959 : La Revue de l'Alhambra de Paris de Roger Pierre et Jean-Marc Thibault, chorégraphie Don Lurio, musique Claude Stiermans, Théâtre des Célestins